# Yngve Sköld
Karl Yngve Sköld, född 29 april 1899 i Vallby församling, Södermanland, död 6 december 1992 på Ingarö, var en svensk tonsättare, pianist och organist.

## Biografi
När Sköld var 10 år dog fadern och modern fick ta med sig hela barnaskaran till sin bror i Malmköping. Det var där hans verkliga intresse för komposition tog fart, då han fick lyssna till sin morbrors pianospel och småkompositioner. Sköld studerade piano för Richard Andersson, musikteori för Harald Fryklöf och avlade organistexamen 1919 samt musiklärar- och kantorsexamen 1933 vid Stockholms musikkonservatorium. Han fortsatte sina studier i piano, komposition och dirigering i Brno och Prag. Han bidrog dessutom med musik till den första svenska ljudfilmen och var verksam som pianist och organist vid Svensk Filmindustri När ljudfilmerna kom igång på allvar och biograforkestrarna inte längre behövdes fick han arbete som bibliotekarie vid Stim 1938–1964.
Sköld har en stor produktion av både instrumentalmusik och vokalmusik, bland annat symfonisk musik, kammarmusik och konserter, i en romantisk stil med modernistiska inslag.

## Verk i urval
- Svit för orgel, op. 13 (1922)
- Konsert-fantasi nr 2, op. 21 (1921)
- Cellosonat, op. 26 (1927)
- Svit för orkester nr 1, op. 30 (1930)
- Suite concertante för viola och orkester, op. 35 (1936)
- Symfoni nr 2, op. 36 (1937)
- Konsertstycke för trumpet och orkester, op. 37 (1939)
- Svit nr 1, op. 39
- Violinkonsert, op. 40 (1941)
- Svit i gammal stil, op. 42 (1944)
- Svit för orkester nr 2, op. 44 (1945)
- Konsert för piano och orkester nr 2, op. 46 (1946)
- Svit nr 2, op. 48 (1947)
- Symfoni nr 3, op. 50 (1948)
- Konsert för violin, violoncell och orkester, op. 52 (1950)
- Stråkkvartett nr 2, op. 55 (1955)
- Svit, op. 60 (1959)
- Stråkkvartett nr 3, op. 65 (1965)
- Symfoni nr 4, op. 66 (1966)
- Konsert för piano och orkester nr 3, op. 67 (1969)
- Divertimento för stråktrio, op. 70 (1971)
- Svit, op. 71 (1974)
- Stråkkvartett nr 4, op. 72 (1974)

## Filmografi
Som kompositör
- 1929 – Rågens rike
- 1934 – Anderssonskans Kalle
- 1935 – Bränningar
- 1944 – Gryning
- 1947 – The Hunter and the Forest
- 1950 – Kvartetten som sprängdes
- 1952 – Under svällande segel

Som pianist
- 1938 – Bara en trumpetare
- 1940 – Kyss henne!